# Polyphylla squamiventris
Polyphylla squamiventris är en skalbaggsart som beskrevs av Mont A. Cazier 1939. Polyphylla squamiventris ingår i släktet Polyphylla och familjen Melolonthidae. Inga underarter finns listade i Catalogue of Life.